# Футбол (5 x 5) на літніх Паралімпійських іграх 2016
Змагання з футбол (5 x 5) на літніх Паралімпійських іграх 2016 заплановані на 7-18 вересня та пройдуть на стадіоні Деодору.

## Змагання

### Група А
- Бразилія
- Іран
- Марокко
- Туреччина

| 2016-09-09 9:00 |

| Бразилія | 3–1 | Марокко |
| -------- | --- | ------- |
|          |     |         |

| Олімпійський тенісний центр |

| 2016-09-09 16:00 |

| Туреччина | 0–0 | Іран |
| --------- | --- | ---- |
|           |     |      |

| Олімпійський тенісний центр |

| 2016-09-11 9:00 |

| Марокко | 0–2 | Іран |
| ------- | --- | ---- |
|         |     |      |

| Олімпійський тенісний центр |

| 2016-09-11 16:00 |

| Бразилія | 2–0 | Туреччина |
| -------- | --- | --------- |
|          |     |           |

| Олімпійський тенісний центр |

| 2016-09-13 9:00 |

| Бразилія | 0–0 | Іран |
| -------- | --- | ---- |
|          |     |      |

| Олімпійський тенісний центр |

| 2016-09-13 16:00 |

| Марокко | 1–1 | Туреччина |
| ------- | --- | --------- |
|         |     |           |

| Олімпійський тенісний центр |

### Група Б
- Аргентина
- Чилі
- Мексика
- Іспанія

| 2016-09-09 11:00 |

| Китай | 0–1 | Іспанія |
| ----- | --- | ------- |
|       |     |         |

| Олімпійський тенісний центр |

| 2016-09-09 20:00 |

| Аргентина | 2–0 | Мексика |
| --------- | --- | ------- |
|           |     |         |

| Олімпійський тенісний центр |

| 2016-09-11 11:00 |

| Аргентина | 1–0 | Іспанія |
| --------- | --- | ------- |
|           |     |         |

| Олімпійський тенісний центр |

| 2016-09-11 20:00 |

| Китай | 2–0 | Мексика |
| ----- | --- | ------- |
|       |     |         |

| Олімпійський тенісний центр |

| 2016-09-13 11:00 |

| Китай | 0–0 | Аргентина |
| ----- | --- | --------- |
|       |     |           |

| Олімпійський тенісний центр |

| 2016-09-13 20:00 |

| Мексика | 0–1 | Іспанія |
| ------- | --- | ------- |
|         |     |         |

| Олімпійський тенісний центр |

### Півфінали
|  |

| Бразилія | 2–1 | Китай |
| -------- | --- | ----- |
|          |     |       |

| Олімпійський тенісний центр |

|  |

| Аргентина | 0–0 | Іран |
| --------- | --- | ---- |
|           |     |      |

| Олімпійський тенісний центр |

### Фінал
|  |

| Чилі | 0–0 | Аргентина |
| ---- | --- | --------- |
|      |     |           |

| Олімпійський тенісний центр |

|  |

| Бразилія | 1–0 | Іран |
| -------- | --- | ---- |
|          |     |      |

| Олімпійський тенісний центр |

### Медалісти
| Дисципліна | Золото   | Срібло | Бронза    |
| ---------- | -------- | ------ | --------- |
| Чоловіки   | Бразилія | Іран   | Аргентина |